# G24

G24(Group of 24, Intergovernmental Group of Twenty-Four on International Monetary Affairs and Development, G-24)는 국제금융 및 개발 금융 문제 면에서 개발도상국의 지위를 조율하는데 도움을 주기 위한, 또 이 국가들이 국제재정문제 협상에서 적절히 관심사를 표출할 수 있도록 보증하기 위한 77 그룹의 챕터이다. 1971년 설립되었다. 원래는 설립회원국의 수에 근거하여 명칭이 이루어졌으나 지금은 28개 회원국으로 구성된다.

## 회원국
다음은 G-24 회원국 목록이다:
지역 I (아프리카):
- 알제리
- 코트디부아르
- 콩고 민주 공화국
- 이집트
- 에티오피아
- 가봉
- 가나
- 케냐
- 모로코
- 나이지리아
- 남아프리카 공화국

지역 II (라틴아메리카, 카브리해):
- 아르헨티나
- 브라질
- 콜롬비아
- 에콰도르
- 과테말라
- 아이티
- 멕시코
- 페루
- 트리니다드 토바고
- 베네수엘라

지역 III (아시아):
- 중국
- 인도
- 이란
- 레바논
- 파키스탄
- 필리핀
- 스리랑카
- 시리아